# Condado de Daviess (Misuri)
El condado de Daviess (en inglés: Daviess County), fundado en 1836, es uno de 114 condados del estado estadounidense de Misuri. En el año 2000, el condado tenía una población de 8,016 habitantes y una densidad poblacional de 14 personas por km². La sede del condado es Gallatin. El condado recibe su nombre en honor al coronel Joseph H. Daviess de la Batalla de Tippecanoe.

## Geografía
Según la Oficina del Censo, el condado tiene un área total de 1474 km² (569,1 mi²), de la cual 1468 km² (566,8 mi²) es tierra y 5 km² (1,9 mi²) (0.37%) es agua.

### Condados adyacentes
- Condado de Harrison (norte)
- Condado de Grundy (noreste)
- Condado de Livingston (sureste)
- Condado de Caldwell (sur)
- Condado de DeKalb (oeste)
- Condado de Gentry (oeste)

## Demografía
Según la Oficina del Censo en 2000, los ingresos medios por hogar en el condado eran de $30,855, y los ingresos medios por familia eran $35,585. Los hombres tenían unos ingresos medios de $24,888 frente a los $18,397 para las mujeres. La renta per cápita para el condado era de $15,953. Alrededor del 15.20% de la población estaban por debajo del umbral de pobreza.

## Transporte

### Carreteras principales
- Interestatal 35
- U.S. Route 69
- Ruta de Misuri 6
- Ruta de Misuri 13
- Ruta de Misuri 190

## Localidades
| - Altamont - Coffey - Gallatin | - Gilman City - Jameson - Jamesport | - Lock Springs - Pattonsburg - Winston | Lake Viking (Misuri) |

### Municipios
| - Municipio de Benton - Municipio de Colfax - Municipio de Grand River - Municipio de Harrison - Municipio de Jackson - Municipio de Jamesport - Municipio de Jefferson - Municipio de Liberty | - Municipio de Lincoln - Municipio de Marion - Municipio de Monroe - Municipio de Salem - Municipio de Sheridan - Municipio de Union - Municipio de Washington |